# Gonduino di Napoli
Gonduino di Napoli (latino: Guduin; fl. VII secolo) è stato un militare bizantino, duca di Napoli nel 603 circa.

## Biografia
Gonduino probabilmente succedette a Godiscalco e ricevette l'ordine da papa Gregorio I, di intervenire nei confronti di un soldato, colpevole di aver sedotto una monaca.